# Mixocera xanthostephana
Mixocera xanthostephana là một loài bướm đêm trong họ Geometridae.